# 神奈川県道303号鎌倉停車場線

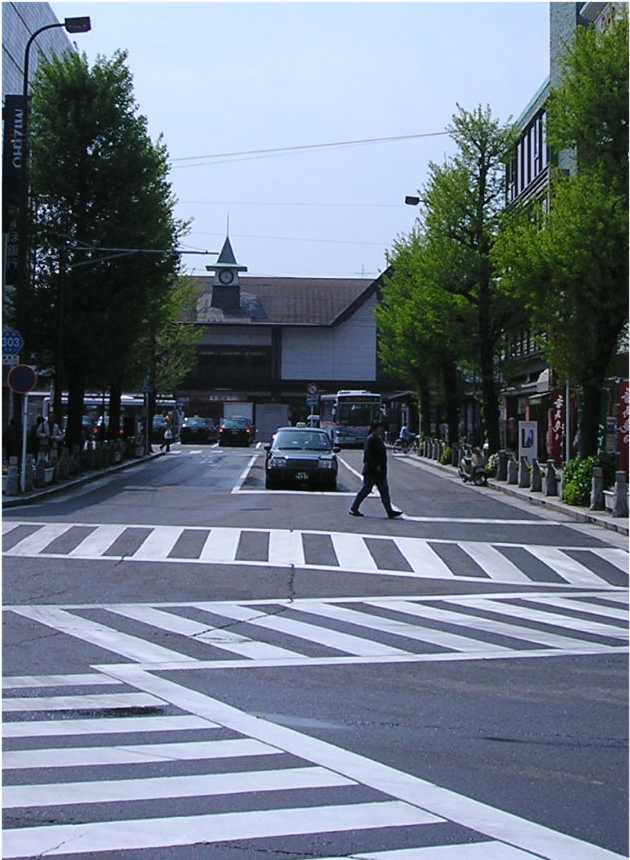
県道全景。県道21号鎌倉駅入口交差点より撮影。奥は鎌倉駅。

神奈川県道303号鎌倉停車場線（かながわけんどう303ごう かまくらていしゃじょうせん）は神奈川県鎌倉市小町にある県道（以下、303号線と略す）。鎌倉駅東口駅前広場を起点とし、神奈川県道21号横浜鎌倉線鎌倉駅入口交差点を結ぶ、全長わずか46メートルの県道である。
この道路は1920年（大正9年）4月1日に施行された旧道路法において県道に指定された。その後1953年（昭和28年）に施行された現行の道路法においても県道として再認定され、現在に至る。

## 概要
- 起点：鎌倉市小町一丁目 鎌倉駅前
- 終点：鎌倉市小町一丁目 県道21号交点
- 延長：0.05km (46m)

## 通過する自治体
- 鎌倉市